# 페일페이스
페일페이스(The Paleface)는 미국에서 제작된 노먼 Z. 맥레오드 감독의 1948년 코미디, 서부 영화이다. 밥 호프 등이 주연으로 출연하였다.

## 출연

### 주연
- 밥 호프
- 제인 러셀

### 조연
- 로버트 암스트롱
- 아이리스 애드리언
- 바비 왓슨
- 잭키 셜
- 조셉 비탈
- 찰스 트로우브릿지
- 클렘 베번스
- 제프 요크
- 스탠리 앤드류스
- 웨이드 크로스비
- 치프 요러치
- 아이론 아이스 코디
- 존 맥스웰
- 톰 케네디
- 헨리 브랜든
- 프란시스 맥도널드
- 프랭크 해그니
- 스켈튼 나그스
- 올린 하랜드
- 조지 챈들러
- 네스토 파이바
- 에릭 엘든
- 홀 버틀렛
- 올리버 블레이크
- 스탠리 브리스톤
- 폴 E. 번즈
- 레인 챈들러
- 찰스 쿨리
- 에드가 디어링
- 딕 엘리어트
- 조디 길버트
- 도로시 그레인저
- 해리 하비
- 엘 힐
- 얼 호드긴스
- 밥 코트먼
- 샤론 맥매너스
- 시드 세일러
- 아서 스페이스

## 제작진
- 미술: 한스 드레이어
- 미술: A. 얼 헤드릭
- 의상: 메리 케이 돗슨